# Клеонизе, Денильо
Денильо Клеонизе (нидерл. Denilho Cleonise; родился 8 декабря 2001 года, Амстердам, Нидерланды) — нидерландский футболист, вингер клуба «Валвейк».

## Клубная карьера
Клеонизе — воспитанник клубов «Аякс», «Зебюргия» и АЗ. В 2018 году Денильо подписал трёхлетний контракт с итальянским «Дженоа». 9 ноября 2019 года в матче против «Наполи» он дебютировал в итальянской Серии A.
18 августа 2021 года перешёл в «Твенте», подписав с клубом двухлетний контракт.
26 июня 2023 года подписал двухлетний контракт с клубом «Валвейк».